# Марканич Святослав Миколайович
Святослав Миколайович Марканич (нар. 27 березня 1985, Ворошиловград, УРСР) — український футболіст і футзаліст, воротар. У 2015—2016 роках виступав у т.зв. «чемпіонаті ЛНР», у 2016 році — в Росії в чемпіонаті Ростовської області. З 2019 року був головним тренером аматорського клубу «Будівельник» (Лисичанськ). Грав за збірну України з футзалу та за збірну України з сокки. Володар срібної медалі чемпіонату світу з сокки.

## Життєпис

### Клубна кар'єра
Святослав Марканич народився 27 березня 1985 року в місті Ворошиловград. Вихованець луганського ЛВУФК.
Футбольну кар'єру розпочав у луганських командах «Зоря-Голеадор» (2002) та ФКЛ «Інтер» (2002—2004). В 2004 році підписав свій перший професіональний контракт, з алчевським клубом «Сталь». Проте за головну команду алчевців так і не зіграв жодного поєдинку, у першості дублерів за «Сталь» відіграв 9 матчів. У цей час поневірявся по орендам, у «Сталі-2», «Сталі-3» та «Гірник» (Ровеньки).
В сезоні 2007/08 років виступав у складі ЦСКА (Київ). У складі київських армійців дебютував 8 серпня 2007 року в 2-му кваліфікаційному раунді кубку України. Кияни в тому поєдинку поступилися з рахунком 1:2. Святослав у тому матчі вийшов у стартовому складі та відіграв увесь матч. А вже 13 серпня 2008 року дебютував за ЦСКА в переможному виїзному матчі (1:0) першої ліги чемпіонату України проти дніпродзержинської «Сталі». Марканич вийшов на поле у стартовому складі та відіграв увесь матч. У футболці столичних армійців у чемпіонаті України зіграв 7 матчів та пропустив 10 м'ячів, ще 1 поєдинок (2 пропущені м'ячі) за ЦСКА провів у кубку України.
В 2008 році виступав у складі аматорських клубів «Хімік» (Сєвєродонецьк), «Олімп» (Старобільськ) та «Краснодонвугілля» (Краснодон).
Сезон 2008/09 років розпочав у луганській «Зорі», але як і в ситуації з алчевською «Сталю», за головну команду луганчан не зіграв жодного матчу. Натомість в першості дублерів відіграв 15 матчі за «Зорю».
В 2009 році перейшов до дніпродзержинської «Сталі». У складі сталеварів дебютував 18 вересня 2009 року в переможному домашньому матчі (2:1) 9-го туру групи Б другої ліги чемпіонату України проти комсомольського «Гірник-Спорту». Святослав вийшов на поле в стартовому складі та відіграв увесь поєдинок. У футболці «Сталі» в чемпіонаті України зіграв 8 матчів та пропустив 5 м'ячів.
В 2010 році перейшов до складу мелітопольського «Олкома». В складі свого нового клубу дебютував 7 квітня 2010 року в виїзному матчі 16-го туру групи Б другої ліги чемпіонату України проти свердловського «Шахтаря». Поєдинок завершився перемогою «Шахтаря». Марканич вийшов у стартовому складі та відіграв увесь матч. Протягом свого перебування в мелітопольському клубі в чемпіонатах України зіграв 17 матчів, в яких пропустив 25 м'ячів.
У сезоні 2010/11 років знову повернувся до складу алчевської «Сталі», але, як і минулого разу, за головну команду не зіграв жодного поєдинку. З 2012 по 2014 роки виступав у складі аматорських клубів «Гірник» (Ровеньки), СК «Зоря» (Луганськ), ФК «Буча» та «Хімобладнання» (Сєвєродонецьк).
У 2015—2016 роках був гравцем команди «Гірник» з Ровеньків, за яку грав у т.зв. «чемпіонаті ЛНР».
Святослав Марканич був у списку гравців т.зв. «збірної ЛНР», які 19 березня 2015 року брали участь у грі проти Абхазії. Сам Марканич заявив, що йому надійшла пропозиція зіграти за цю збірну, але він категорично відмовився. Федерація міні-футболу України повідомила, що Федерація футболу України здійснила перевірку цієї інформації, за результатами якої гравця було повністю виправдано. В той же час підтвердилася інформація про виступи Марканича у т.зв. «чемпіонаті ЛНР».
У 2016 року поїхав до Росії, де виступав у чемпіонаті Ростовської області з футболу за ФК «Волгодонськ» з однойменного міста.
У 2023 році виїхав з України і став гравцем одного з чеських аматорських клубів.

### Мініфутбольна кар'єра
З 2018 року виступав в чемпіонаті України з мініфутболу за «Фактотум». 5 квітня 2019 року зіграв у товариському матчі збірної України проти Швейцарії (10:2).

### Виступи за національну збірну з сокки
У 2023 році у складі збірної України став фіналістом чемпіонату світу з сокки, різновиду міні-футболу, де команди грають два тайми по 20 хвилин у форматі 6 на 6. Від класичного міні-футболу цей вид спорту відрізняється кількістю гравців та розміром поля.
Збірна України стала срібним призером чемпіонату світу-2023, що проходив у Німеччині. У фінальному поєдинку українці за підсумками серії булітів програли команді Казахстану.

## Досягнення

### Сокка
- Чемпіонат Світу
  - Срібний призер: 2023

### На аматорському рівні
- Чемпіонат Луганської області
  - Бронзовий призер: 2006

- Перша ліга чемпіонату Луганської області
  - Срібний призер: 2008

- Кубок Міністерства вугільної промисловості України
  - Володар: 2006